# Anaerobe drempel
De anaerobe drempel (AD) is het punt waarop het lichaam bij een inspanning niet meer voldoende zuurstof opneemt om het melkzuur dat bij verbranding van glycogeen vrijkomt te neutraliseren. Bij het punt waarop dit gebeurt, is de maximale zuurstofopname (VO2max) bereikt, maar wordt wel extra energie gevraagd. De aerobe glycolyse (verbranding van koolhydraten) verschuift naar voornamelijk anaerobe glycolyse, waarbij deze suikers niet worden verbrand, maar zonder tussenkomst van zuurstof worden gesplitst en melkzuur als restproduct overblijft.
Het melkzuur wordt boven de AD niet meer volledig afgebroken. De spieren gaan dan verzuren: het melkzuur hoopt zich op in de spiercellen, waardoor ze minder goed kunnen samentrekken. Ze beginnen moe en stijf aan te voelen en gaan uiteindelijk brandend pijn doen. Na ruim een minuut verzuren blokkeren de spieren.
Met name voor duursporters is de anaerobe drempel interessant, omdat zich zolang men onder deze drempel blijft geen melkzuur ophoopt en men de activiteit zo gedurende lange tijd vol kan houden. De individuele anaerobe drempel kan worden vastgesteld bij een inspanningstest bij een sportmedisch adviescentrum, doorgaans met ademgasanalyse. Daarnaast is ze te schatten op basis van een VIAD-test, of bij hardlopers op basis van de beste prestatie op de 10 km.
Bij een lage belasting is het melkzuur ook weer te gebruiken als brandstof voor anaerobe energievoorziening, daarom is lichte belasting de beste manier om na een zware inspanning zo snel mogelijk weer van het melkzuur af te komen. 